# فلسطين: مقدمة اشتراكية
فلسطين: مقدمة اشتراكية هي مجموعة مقالات صدرت عام 2020 حول السياق التاريخي للنضال الفلسطيني من أجل التحرير وعلاقته بالاشتراكية، حررتها سمية عوض وبريان بين.

## ملخص
بعد فصل تمهيدي وجدول زمني موجز، تم تقسيم كتاب فلسطين: مقدمة اشتراكية إلى ثلاثة أجزاء: "الظروف المعطاة والمنقولة من الماضي"، و"الطريق إلى القدس يمر عبر القاهرة"، و"يا عمال العالم، اتحدوا"، ويحتوي كل جزء على ثلاث مقالات.
يقدم كتاب "الظروف المعطاة والمنقولة من الماضي" السياق التاريخي وجذور النضال اليوم، حيث يتناول بالتفصيل أولاً النكبة ، والتطهير العرقي للفلسطينيين الذي بدأ في عام 1948، والأيديولوجية السياسية وراء الصهيونية في مقال بعنوان "جذور النكبة: الاستعمار الاستيطاني الصهيوني" بقلم سمية عوض وآني ليفين. المقال الثاني بعنوان "كيف أصبحت إسرائيل دولة حارسة: الإمبريالية الأميركية والشرق الأوسط" بقلم شيرين أكرم بوشار ، يوضح كيف تستثمر الإمبريالية الأميركية بشكل عميق في دعم إسرائيل. المقال الثالث في هذا القسم، "النضال الوطني التحرري: تحليل اشتراكي" لمصطفى عمر ، يصف السياق التاريخي لحركة التحرير الفلسطينية بين النكبة والانتفاضة الثانية، وهي انتفاضة فلسطينية استمرت خمس سنوات في أوائل العقد الأول من القرن الحادي والعشرين.
يركز كتاب "الطريق إلى القدس يمر عبر القاهرة" على اللاعبين الحاليين (اعتبارًا من تاريخ نشر الكتاب في عام 2020) في النضال. "ليس حليفًا: الطبقة العاملة الإسرائيلية" بقلم دافنا ثير، وهي مؤلفة إسرائيلية معادية للصهيونية ، تزعم أن الطبقة العاملة الإسرائيلية ليست حليفة للتحرير بسبب ارتباطها بالاستعمار الاستيطاني الإسرائيلي. ثم في مقال توفيق حداد "ثمن السلام بشروطهم"، يستعرض تاريخ التأثير النيوليبرالي على عملية السلام. المقال الأخير في هذا القسم، "فلسطين في التحرير" بقلم جهاد أبو سليم ، يستكشف كيف شكل الربيع العربي مكانة العالم - وفلسطين - الآن.
"يا عمال العالم، اتحدوا"، يناقش الديناميكية المهمة للتضامن العالمي. حركة المقاطعة وسحب الاستثمارات وفرض العقوبات ، والعلاقة التاريخية بين فلسطين ونضال التحرر الأسود في الولايات المتحدة، وتقاطع النسوية وفلسطين. يتضمن هذا القسم ثلاث مقالات: "ما يطلبه الفلسطينيون منا: حركة المقاطعة وسحب الاستثمارات وفرض العقوبات" بقلم عمر البرغوثي وسمية عوض وبريان بين؛ "الخطر المتعدد: النوع الاجتماعي والتحرير في فلسطين" بقلم ندى إيليا؛ و"الشرطة هنا والقنابل هناك: التضامن الأسود الفلسطيني" بقلم خوري بيترسون سميث.
يربط الخاتمة بين هذه الأجزاء الثلاثة ويهدف إلى تقديم قضية تحرير فلسطين، مع التركيز على الانتفاضات الإقليمية والحركات العالمية.

## الانتقادات
يعتبر كتاب فلسطين: مقدمة اشتراكية عملاً تمهيدياً متيناً يهدف إلى رؤية النضال الفلسطيني من خلال عدسة اشتراكية. أدرجت منظمة الشباب الاشتراكيين الديمقراطيين في أمريكا هذا الكتاب في قائمة القراءة الموصى بها حول الإمبريالية والعالمية. وصفت مراجعة في مجلة "نيو بوليتكس" الكتاب بأنه "مساهمة مهمة للوافدين الجدد على القضية الفلسطينية، وللناشطين والاشتراكيين المخضرمين المهتمين بالاستراتيجيات والتكتيكات في الحركة". ووصفت مراجعة أخرى في "ميدل إيست آي" مجموعة المقالات بأنها "ذات أهمية حيوية"، وذكرت أن "الكتاب يُسهم إسهامًا مهمًا في حركة التضامن مع فلسطين. فمن خلال العودة إلى تاريخ نضال الشعب الفلسطيني من أجل العودة والتحرير، يرسم المؤلفان لنا اليوم مسارًا مستقبليًا".
حصلت مجموعة المقالات أيضًا على مراجعات إيجابية من:
- نورا عريقات ، مؤلفة كتاب العدالة للبعض: القانون وقضية فلسطين
- أحمد أبو أرتيمة ، صحفي فلسطيني وناشط سلام
- إيلان بابيه ، مؤرخ إسرائيلي بريطاني ومؤلف كتاب "عشر أساطير عن إسرائيل"
- تيثي باتاتشاريا ، ناشطة هندية ومؤلفة مشاركة لكتاب "النسوية من أجل 99%: بيان"

يزعم أحد نقاد الكتاب أنه كان متقدمًا جدًا بحيث لا يمكن اعتباره مقدمة، قائلًا: "لقد صعقتني جميع فصوله تقريبًا. فعندما لا يناقش المؤلفون الأحداث بافتراض أن قرائهم قد درسوها مسبقًا، فإنهم يستخدمون لغة سياسية متقدمة يصعب على القارئ العادي فهمها"، لكنه أقرّ قائلًا: "أخبرني الكتاب بما لم أكن أعرفه، وما أحتاج إلى تعلمه". وتنتقد مراجعة في مجلة فيوبوينت ما يُنظر إليه على أنه تجاهل للماركسية الفلسطينية لصالح أطروحة الكتاب الرئيسية، وتنتقد تحديدًا مقال "النضال من أجل التحرير الوطني: تحليل اشتراكي".